# Гігганем (Коннектикут)
Гігганем (англ. Higganum) — переписна місцевість (CDP) в США, в окрузі Міддлсекс штату Коннектикут. 